# Şaban Uzun
Şaban Uzun (* 14. Mai 1987 in Tübingen) ist ein deutscher Fußballtrainer.

## Karriere
Im Alter von 18 Jahren trainierte Uzun die U15-Junioren seines Heimatvereins TuS Ergenzingen. Im Juli 2008 rückte er nach drei Spielzeiten bei der U15 als Co-Trainer zu den A-Junioren auf. In seinem ersten Jahr als Assistenztrainer verpasste die Mannschaft knapp den Aufstieg in die EnBW-Oberliga. Nach einem Jahr als Co-Trainer wurde Uzun gemeinsam mit Alexander Schreiner zum Cheftrainer der U19-Junioren ernannt, für die er bis Ende der Saison 2011 verantwortlich war.
Nach einer kurzen Auszeit als aktiver Mannschaftstrainer wurde Uzun im Januar 2013 für das Nachwuchsleistungszentrum des VfB Stuttgart als Techniktrainer der U10 bis U13-Junioren verpflichtet, ehe dann wenige Monate danach die Anstellung als Co-Trainer der U11-Junioren im Nachwuchsleistungszentrum erfolgte. Im Januar 2014 wurde der damals 26-jährige Uzun vom VfL Sindelfingen verpflichtet und als jüngster Trainer der Frauen-Bundesliga vorgestellt.
Nach dreieinhalb Jahren als Cheftrainer der Sindelfingenerinnen in der 1. und 2. Bundesliga entschied sich Uzun, den auslaufenden Vertrag nicht zu verlängern. Zum 1. Juli 2017 wechselte er zum VfL Wolfsburg, bei dem er die Leitung der U-23-Juniorinnen übernahm. Mit Ablauf des zweijährigen Vertrages kehrte er in die schwäbische Heimat zurück und widmete sich seiner eigenen Aus-/Fortbildung.
Zur Saison 2022/23 unterschrieb er einen Zweijahresvertrag bei der Frauenmannschaft von RB Leipzig, die er auf Anhieb zur Meisterschaft und dem damit verbundenen Aufstieg in die Bundesliga führte. Ende März 2024 gab der Verein bekannt, den im Sommer auslaufenden Vertrag nicht zu verlängern.
Zur Saison 2024/25 übernahm er als Nachfolger von Robert Weinstabl den österreichischen Zweitligisten SV Lafnitz, bei dem er einen bis 2026 laufenden Vertrag erhielt; damit trainierte er erstmals ein Herrenteam im Profibereich. Unter seiner Führung beendete Lafnitz den Herbstdurchgang mit neun Punkten aus 16 Spielen und lag damit auf dem 14. Rang, dem ersten Abstiegsplatz. Im Januar 2025 wurde Uzun in den Pro-Lizenz-Kurs des DFB aufgenommen und in Folge durch Percy van Lierop ersetzt, dem er aber als Assistent erhalten blieb.

## Sonstiges
Im Oktober 2009 nahm Uzun ein Sportpublizistik-Studium an der Eberhard Karls Universität Tübingen auf. Im Rahmen des Praxissemesters absolvierte er von August 2011 bis März 2013 sein Praktikum bei der VfL Wolfsburg Fußball GmbH in der Medien- und Kommunikationsabteilung. 2013 schloss Uzun das Studium als Sportwissenschaftler mit der Note „sehr gut“ ab. Seine Abschlussarbeit schrieb er beim VfB Stuttgart.
Seit 2009 ist Uzun in verschiedenen Funktionen beim Württembergischen Fußballverband (WFV) tätig. Er begann als DFB-Mobil-Teamer und leitete bei auserwählten Vereinen Kurzschulungen in Form eines Demo-Trainings und Informationsabend für die Jugendtrainer des jeweiligen Vereins. Im Dezember 2015 wurde Uzun in den Trainerlehrstab des WFV berufen und führt als Referent dezentrale Schulungen im Bereich kindgerechtes Training, ballorientiertes Spiel sowie Video- und Spielanalyse durch. Darüber hinaus ist Uzun an der Sportschule Ruit in den Lehrgängen zum Erwerb der C- und B-Lizenz regelmäßig als Ausbilder und Prüfungsbeisitzer tätig.
Neben seinen Posten als Mannschaftstrainer war Uzun zudem von 2011 bis 2014 für die Fußballschule des VfB Stuttgart und von 2014 bis 2016 für Real Madrid in Deutschland tätig. Anfang 2020 gründete er die Avant Football Academy. Dort bildet er selbst Trainer aus, fördert Jugendspieler und bietet Camps mit unterschiedlichen Schwerpunkten an. Die Akamedmie ist seit August 2020 offizieller Partner der FCEvolution von Raymond Verheijen.
An der 2012 erschienenen Biografie Echte Liebe über Jürgen Klopp wirkte er als Autor mit. 2020 brachte er gemeinsam mit Raymond Verheijen das Buch How simple can it be von Frank von Klofschooten über die Erfahrungen von Verheijen bei diversen Welt- und Europameisterschaften auf den deutschen Markt.

## Privates
Saban Uzun kam als Drilling auf die Welt. Er wuchs mit seinem Bruder und seiner Schwester in Ergenzingen, einem Stadtteil von Rottenburg am Neckar, auf.